# Аткинсон, Джеймс
Джеймс Аткинсон (1846—1914 гг.) — английский инженер, который знаменит своим циклом работы 4х-тактного двигателя внутреннего сгорания.
Посмотрев на цикл Отто, Аткинсон понял, что его можно усовершенствовать и сделать более экономичным. Поэтому, он изменил устройство криво-шатунного механизма и, благодаря этому, 4 такта в ДВС проходили не за 2 оборота коленчатого вала (как в цикле Отто), а за 1 оборот коленвала, что сделало работу двигателя тише и экономичнее. И, таким способом, Аткинсон смог обойти патенты Отто и в 1881 году создал свой цикл — цикл Аткинсона. Но, в то время, его цикл широкого распространения не получил, так как устройство его ДВС было сложнее, чем у того же Отто, а также, на малых оборотах, двигатель Аткинсона выдавал маленький крутящий момент и мог заглохнуть. В нынешнее время, такой двигатель широко используется в гибридах Toyota и Lexus, а так же в Mazda, в их двигателях SkyActive.